# Kim Dong-ha
Kim „Khan“ Dong-ha (* 22. Dezember 1995, auf Jeju-do, Südkorea) ist ein ehemaliger professioneller südkoreanischer E-Sportler, der zwischen 2013 und 2021 in League of Legends aktiv war. Er spielte auf der Position des Toplaners. Mit verschiedenen Team gewann er insgesamt sechs Saisons in der südkoreanischen Profiliga (LCK) und wurde 2021 in seiner letzten Saison Vizeweltmeister. Daraufhin beendete er seine aktive Karriere um seinen Militärdienst zu leisten.

## Karriere
Seine erste Station im professionellen E-Sport war das südkoreanische Team Prime Optimus im Jahr 2013. Mit diesem Team erregte er 2014 erstmals größere Aufmerksamkeit, als Prime sich für das Turnier OGN Champions Spring 2014 qualifizierte und dort sogar einen 2:0-Sieg über SK Telecom T1 S verbuchen konnte. Trotzdem schied das Team als Gruppenletzter aus und zerfiel daraufhin. Khan wechselte nach China und spielte dort er bei verschiedenen Academy-Teams für drei Jahre, bis er 2017 in sein Geburtsland zurückkehrte. Hier heuerte er bei Longzhu Gaming (später bekannt als Kingzone DragonX) an, was seinen endgültigen Durchbruch einläutete. Mit der LCK Summer 2017 gewann er sein erstes großes Turnier und qualifizierte sich erstmals für die League-of-Legends-Weltmeisterschaft 2017, wo sein Team im Viertelfinale ausschied. Mit der LCK Spring 2018 folgte der zweite Titel und ein zweiter Platz beim Mid-Season Invitational (MSI). Im Sommer 2018 gewann er zwar die Trophäe als wertvollster Spieler (MVP), dem Team misslang jedoch die Qualifikation für die Weltmeisterschaft.
Im Jahr darauf wechselte Khan zu SK Telecom T1. Mit SKT T1 gewann er beide LCK-Titel des Jahres, bei der Weltmeisterschaft 2019 musste sich das Team jedoch im Halbfinale gegen das europäische Team G2 Esports geschlagen geben, wie bereits zuvor im gleichen Jahr beim Mid-Season Invitational.
Am 16. Dezember 2019 wurde sein Wechsel zum chinesischen Team FunPlus Phoenix (zu diesem Zeitpunkt amtierender Weltmeister) bekannt gegeben. Nach einer mäßigen Saison ohne Qualifikation für MSI bzw. WM wechselte er für sein letztes aktives Jahr als Spieler zu DAMWON Gaming. Dort gewann er seinen fünften und sechsten LCK-Titel. Ein Titel bei einem internationalen Event (MSI bzw. WM) blieb ihm allerdings hauchdünn verwehrt; DAMWON verlor jeweils im Finale mit 2:3 gegen die chinesischen Teams Royal Never Give Up (beim MSI) bzw. Edward Gaming (bei der WM). Daraufhin beendete Khan seine aktive Karriere um seinen Militärdienst zu leisten.

## Spielstil
Auf der Position des Toplaners galt Khan als einer der individuell stärksten Spieler weltweit. Besonders gut beherrscht er die League-of-Legends-Champions Jayce und Fiora.

### „Splitpush“
Für sein Team ist besonders seine Anwendung der Technik des „Splitpushens“ wichtig. Dabei trennt sich ein einzelner Spieler von den restlichen vier Mitgliedern des Teams und versucht allein, möglichst viele Strukturen und Gebäude des Gegners zu zerstören. Das gegnerische Team kann dadurch zwar Überzahlsituationen erschaffen, steht allerdings vor der schwierigen Entscheidung, sich entweder dem einzelnen „Splitpusher“ oder dem um einen Mann reduzierten restlichen Team entgegenzustellen.
Besonders für den „Splitpusher“ sind bei dieser Taktik sowohl die Fähigkeiten im 1 gegen 1 als auch die Fähigkeit, rechtzeitig zu erkennen, wann das gegnerische Team ihn in Bedrängnis bringen könnte (in der Szene „Map Awareness“ genannt) und er den Rückzug antreten sollte.

## Trivia
- 2018 wurde Khan für ein Spiel suspendiert, nachdem er einen rassistischen Kommentar gegenüber chinesischen Spielern schrieb. Als Zeichen seiner Reue rasierte er sich später die Haare.[3]
- Er verlor 2018 während eines live übertragenen Interviews einen Zahn.[4]